# Women's National Basketball Association 2009
La Women's National Basketball Association 2009 è stata la tredicesima edizione della lega professionistica statunitense.
Vi partecipavano tredici franchigie, divise in due conference. Al termine della stagione regolare (34 gare), le prime quattro di ogni raggruppamento si giocavano in semifinali e finali il titolo della conference; le due vincenti giocavano la finale WNBA.
Il titolo è stato conquistato per la seconda volta dalle Phoenix Mercury. La Most Valuable Player è stata Diana Taurasi delle Phoenix Mercury.

## Stagione regolare

### Eastern Conference
|  |    | Classifica finale 2009 | Pt | G  | V  | P  | PtF | PtS |
|  | -- | ---------------------- | -- | -- | -- | -- | --- | --- |
|  | 1. | Indiana Fever          | -  | 34 | 22 | 12 | -   | -   |
|  | 2. | Atlanta Dream          | -  | 34 | 18 | 16 | -   | -   |
|  | 3. | Detroit Shock          | -  | 34 | 18 | 16 | -   | -   |
|  | 4. | Washington Mystics     | -  | 34 | 16 | 18 | -   | -   |
|  | 5. | Connecticut Sun        | -  | 34 | 16 | 18 | -   | -   |
|  | 6. | Chicago Sky            | -  | 34 | 16 | 18 | -   | -   |
|  | 7. | New York Liberty       | -  | 34 | 13 | 21 | -   | -   |

### Western Conference
|  |    | Classifica finale 2009   | Pt | G  | V  | P  | PtF | PtS |
|  | -- | ------------------------ | -- | -- | -- | -- | --- | --- |
|  | 1. | Phoenix Mercury          | -  | 34 | 23 | 11 | -   | -   |
|  | 2. | Seattle Storm            | -  | 34 | 20 | 14 | -   | -   |
|  | 3. | Los Angeles Sparks       | -  | 34 | 18 | 16 | -   | -   |
|  | 4. | San Antonio Silver Stars | -  | 34 | 15 | 19 | -   | -   |
|  | 5. | Minnesota Lynx           | -  | 34 | 14 | 20 | -   | -   |
|  | 6. | Sacramento Monarchs      | -  | 34 | 12 | 22 | -   | -   |

## Play-off
|  | Semifinali Conference | Semifinali Conference | Semifinali Conference | Semifinali Conference | Semifinali Conference |  |  | Finali Conference | Finali Conference | Finali Conference | Finali Conference | Finali Conference |  |  | Finali WNBA | Finali WNBA   | Finali WNBA | Finali WNBA | Finali WNBA | Finali WNBA | Finali WNBA |
|  |                       |                       |                       |                       |                       |  |  |                   |                   |                   |                   |                   |  |  |             |               |             |             |             |             |             |
|  | 1EC                   | Indiana Fever         |                       |                       |                       |  |  |                   |                   |                   |                   |                   |  |  |             |               |             |             |             |             |             |
|  | 4EC                   | Wash. Mystics         |                       |                       |                       |  |  |                   |                   |                   |                   |                   |  |  |             |               |             |             |             |             |             |
|  | 4EC                   | Wash. Mystics         | Indiana Fever         |                       |                       |  |  |                   |                   |                   |                   |                   |  |  |             |               |             |             |             |             |             |
|  |                       |                       |                       |                       |                       |  |  |                   |                   |                   |                   |                   |  |  |             |               |             |             |             |             |             |
|  |                       |                       | Detroit Shock         |                       |                       |  |  |                   |                   |                   |                   |                   |  |  |             |               |             |             |             |             |             |
|  | 2EC                   | Atlanta Dream         |                       |                       |                       |  |  |                   |                   |                   |                   |                   |  |  |             |               |             |             |             |             |             |
|  | 2EC                   | Atlanta Dream         |                       |                       |                       |  |  |                   |                   |                   |                   |                   |  |  |             |               |             |             |             |             |             |
|  | 3EC                   | Detroit Shock         |                       |                       |                       |  |  |                   |                   |                   |                   |                   |  |  |             |               |             |             |             |             |             |
|  |                       |                       |                       |                       |                       |  |  |                   |                   |                   |                   |                   |  |  |             | Indiana Fever |             |             |             |             |             |
|  |                       |                       |                       | Phoenix Mercury       |                       |  |  |                   |                   |                   |                   |                   |  |  |             |               |             |             |             |             |             |
|  | 1WC                   | Phoenix Mercury       |                       |                       |                       |  |  |                   |                   |                   |                   |                   |  |  |             |               |             |             |             |             |             |
|  | 4WC                   | S.A. Silver Stars     |                       |                       |                       |  |  |                   |                   |                   |                   |                   |  |  |             |               |             |             |             |             |             |
|  | 4WC                   | S.A. Silver Stars     | Phoenix Mercury       |                       |                       |  |  |                   |                   |                   |                   |                   |  |  |             |               |             |             |             |             |             |
|  |                       |                       |                       |                       |                       |  |  |                   |                   |                   |                   |                   |  |  |             |               |             |             |             |             |             |
|  |                       |                       | L.A. Sparks           |                       |                       |  |  |                   |                   |                   |                   |                   |  |  |             |               |             |             |             |             |             |
|  | 2WC                   | Seattle Storm         |                       |                       |                       |  |  |                   |                   |                   |                   |                   |  |  |             |               |             |             |             |             |             |
|  | 2WC                   | Seattle Storm         |                       |                       |                       |  |  |                   |                   |                   |                   |                   |  |  |             |               |             |             |             |             |             |
|  | 3WC                   | L.A. Sparks           |                       |                       |                       |  |  |                   |                   |                   |                   |                   |  |  |             |               |             |             |             |             |             |

## Vincitore
| Campione WNBA 2009          |
| --------------------------- |
| Phoenix Mercury (2º titolo) |

## Statistiche
| Categoria             | Giocatore        | Squadra             | Stat |
| --------------------- | ---------------- | ------------------- | ---- |
| Punti per gara        | Diana Taurasi    | Phoenix Mercury     | 20,4 |
| Rimbalzi per gara     | Candace Parker   | Los Angeles Sparks  | 9,8  |
| Assist per gara       | Sue Bird         | Seattle Storm       | 5,8  |
| Palle rubate per gara | Tamika Catchings | Indiana Fever       | 2,9  |
| Stoppate per gara     | Candace Parker   | Los Angeles Sparks  | 2,1  |
| FG%                   | Sylvia Fowles    | Chicago Sky         | 59,9 |
| FT%                   | Nicole Powell    | Sacramento Monarchs | 97,9 |
| 3FG%                  | Tangela Smith    | Phoenix Mercury     | 45,2 |

## Premi WNBA
- WNBA Most Valuable Player: Diana Taurasi, Phoenix Mercury
- WNBA Defensive Player of the Year: Tamika Catchings, Indiana Fever
- WNBA Coach of the Year: Marynell Meadors, Atlanta Dream
- WNBA Rookie of the Year: Angel McCoughtry, Atlanta Dream
- WNBA Most Improved Player: Crystal Langhorne, Washington Mystics
- WNBA Sixth Woman of the Year: DeWanna Bonner, Phoenix Mercury
- WNBA Finals Most Valuable Player: Diana Taurasi, Phoenix Mercury
- All-WNBA First Team:
  - Tamika Catchings, Indiana Fever
  - Becky Hammon, San Antonio Silver Stars
  - Lauren Jackson, Seattle Storm
  - Cappie Pondexter, Phoenix Mercury
  - Diana Taurasi, Phoenix Mercury
- All-WNBA Second Team:
  - Katie Douglas, Indiana Fever
  - Lisa Leslie, Los Angeles Sparks
  - Deanna Nolan, Detroit Shock
  - Candace Parker, Los Angeles Sparks
  - Sophia Young, San Antonio Silver Stars
- WNBA All-Defensive First Team:
  - Tamika Catchings, Indiana Fever
  - Lauren Jackson, Seattle Storm
  - Nicky Anosike, Minnesota Lynx
  - Tanisha Wright, Seattle Storm
  - Tully Bevilaqua, Indiana Fever
- WNBA All-Defensive Second Team:
  - Lisa Leslie, Los Angeles Sparks
  - Sancho Lyttle, Atlanta Dream
  - Angel McCoughtry, Atlanta Dream
  - Deanna Nolan, Detroit Shock
  - Candace Parker, Los Angeles Sparks
  - Alana Beard, Washington Mystics
- WNBA All-Rookie First Team:
  - Angel McCoughtry, Atlanta Dream
  - DeWanna Bonner, Phoenix Mercury
  - Shavonte Zellous, Detroit Shock
  - Renee Montgomery, Minnesota Lynx
  - Marissa Coleman, Washington Mystics